# Metialma
Metialma är ett släkte av skalbaggar. Metialma ingår i familjen vivlar.

## Dottertaxa tillMetialma, i alfabetisk ordning[1]
- Metialma africano
- Metialma albiventris
- Metialma alluaudi
- Metialma anisomelis
- Metialma australiae
- Metialma balsaminae
- Metialma bidenticulata
- Metialma cervinus
- Metialma cristocollis
- Metialma curvirostris
- Metialma fairmairei
- Metialma ferruginea
- Metialma flavescens
- Metialma fulvirostris
- Metialma gabonica
- Metialma gibbicollis
- Metialma gilvipes
- Metialma hovana
- Metialma ignorata
- Metialma japonica
- Metialma kilimana
- Metialma laquearis
- Metialma lepidus
- Metialma lineatocollis
- Metialma maynei
- Metialma naevia
- Metialma neptis
- Metialma nigricornis
- Metialma nigritana
- Metialma nodosa
- Metialma novata
- Metialma nuda
- Metialma nympha
- Metialma obsoleta
- Metialma pascoei
- Metialma philippinica
- Metialma picta
- Metialma pictidorsis
- Metialma pubescens
- Metialma pumila
- Metialma pusilla
- Metialma rufirostris
- Metialma saeva
- Metialma scenica
- Metialma schoutedeni
- Metialma semisuturata
- Metialma signifera
- Metialma straminea
- Metialma subcylindrica
- Metialma suturata
- Metialma usambarica
- Metialma versicolor
- Metialma vicina